# Nie jest za późno
Nie jest za późno – singel polskiej piosenkarki Sary James. Singel został wydany 17 marca 2022.
Kompozycja znalazła się na 18. miejscu listy AirPlay – Top, najczęściej odtwarzanych utworów w polskich rozgłośniach radiowych.

## Powstanie utworu i historia wydania
Utwór napisali i skomponowali Damian Skoczyk, Dominic Buczkowski-Wojtaszek, Jan Bielecki, Marysia Dzięcielak i Patryk Kumór.
Singel ukazał się w formacie digital download 17 marca 2022 w Polsce za pośrednictwem wytwórni płytowej Polydor Records w dystrybucji Universal Music Polska.
Piosenka znalazła się na polskiej składance Hity na czasie: Lato 2022 (wydana 24 czerwca 2022).

## „Nie jest za późno” w stacjach radiowych
Nagranie było notowane na 18. miejscu w zestawieniu AirPlay – Top, najczęściej odtwarzanych utworów w polskich rozgłośniach radiowych.

## Teledysk
Do utworu powstał teledysk w reżyserii Olgi Czyżykiewicz, który udostępniono w dniu premiery singla za pośrednictwem serwisu YouTube.

## Lista utworów
- Digital download[2]

1. „Nie jest za późno” – 2:50

## Notowania

### Pozycje na listach airplay
| Kraj   | Lista (2022)      | Najwyższa pozycja |
| ------ | ----------------- | ----------------- |
| Polska | AirPlay – Top     | 18                |
| Polska | AirPlay – Nowości | 2                 |